# Isarachnactis longipes
Isarachnactis longipes är en korallart som beskrevs av Oscar Henrik Carlgren 1924. Isarachnactis longipes ingår i släktet Isarachnactis och familjen Arachnactidae. Inga underarter finns listade i Catalogue of Life.